# یونیورسیتی (میسیسیپی)
یونیورسیتی (به انگلیسی: University) مکانی در ایالت میسیسیپی کشور ایالات متحده آمریکا است که جمعیت آن در سرشماری سال ۲۰۱۰ میلادی، ۴٬۲۰۲
نفر بوده‌است.